# غندک
غندک (به لاتین: Ghandak) یک منطقهٔ مسکونی در افغانستان است که در ولایت بامیان واقع شده‌است.
ساکنان غندک ملیت تاجیک دارند. 
و از بومیان اصلی ولایت بامیان محسوب میشوند.